# 8 août 1990
Le mercredi 8 août 1990 est le 220e jour de l'année 1990.

## Naissances
- Dougie Fife, joueur international écossais de rugby à XV
- Vladimír Darida, footballeur international tchèque
- Toufic Ali, footballeur palestinien
- Kani Kouyaté, joueuse internationale de basket-ball de Côte d'Ivoire
- Mari Molid, handballeuse internationale norvégienne
- Magnus Eikrem, footballeur norvégien
- Abel Hernández, footballeur international uruguayen
- Ahed Ajmi, basketteur tunisien
- Richard Haddon, joueur de rugby à XV néo-zélandais
- Lorenzo Melgarejo, joueur de football paraguayen

## Décès
- Urho Teräs (né le 7 juillet 1915), joueur de football international finlandais
- Zorica Lațcu (né le 17 mars 1917), traductrice, nonne et poétesse roumaine

## Autres événements
- Sortie en France du film Le Premier Pouvoir
- Sortie du jeu Street Fighter 2010: The Final Fight
- Sortie en France du film Cadillac Man
- Première épreuve de la Coupe du monde de ski alpin 1991
- Annexion irakienne de la république du Koweït.